# Ачадовское сельское поселение
Ачадовское се́льское поселе́ние — муниципальное образование в Зубово-Полянском районе Мордовии Российской Федерации.
Административный центр — село Ачадово.

## История
Статус и границы сельского поселения установлены Законом Республики Мордовия от 7 февраля 2005 года № 12-З «Об установлении границ муниципальных образований Зубово-Полянского муниципального района, Зубово-Полянского муниципального района и наделении их статусом сельского поселения, городского поселения и муниципального района».

## Население
| 2002 | 2010 | 2012 | 2013 | 2014 | 2015 | 2016 |
| ---- | ---- | ---- | ---- | ---- | ---- | ---- |
| 1002 | ↘822 | ↘784 | ↘755 | ↘719 | ↘700 | ↘671 |
| 2017 | 2018 | 2019 | 2020 | 2021 |      |      |
| ↘651 | ↘629 | ↘593 | ↘563 | ↘542 |      |      |

## Состав сельского поселения
| № | Населённый пункт | Тип населённого пункта       | Население |
| - | ---------------- | ---------------------------- | --------- |
| 1 | Ачадово          | село, административный центр | ↘666      |
| 2 | Дубасово         | село                         | ↘13       |
| 3 | Красная Новь     | посёлок                      | ↘0        |
| 4 | Крюковка         | деревня                      | ↘139      |
| 5 | Чуфаровка        | деревня                      | ↘4        |